# 8 Brygada Pancerna
8 Brygada Pancerna (hebr. חטיבה שמונה, Chatiwat Szmone) – rezerwowy pancerny związek taktyczny Sił Obronnych Izraela. Brygada podlega Dowództwu Północnemu.

## Formowanie i walki

Pierwsza oznaka brygady

8 Brygada pancerna została sformowana 24 maja 1948 jako pierwsza izraelska brygada uzbrojona w transportery opancerzone, samochody pancerne i jeepy. Brygada początkowo posiadała na swoim uzbrojeniu zaledwie dwa czołgi i była w rzeczywistości jednostką piechoty zmotoryzowanej, nosiła jednak ze względów propagandowych nazwę Brygady Pancernej. Była jedną z brygad żydowskiej organizacji paramilitarnej Hagana.
Członkami brygady byli Machal – ochotnicy żydowscy będący weteranami brytyjskiej i amerykańskiej armii z czasów II wojny światowej. Podczas wojny o niepodległość brygada uczestniczyła w ciężkich walkach o Latrun, natomiast 89 batalion został skierowany jako pomoc na front południowy. Od października cała brygada uczestniczyła w walkach z Egipcjanami. Po wojnie, pod koniec 1949 brygada została przekształcona w rezerwową brygadę piechoty, a większość pojazdów mechanicznych przeniesiono do 7 Brygady Pancernej.
Podczas kryzysu sueskiego w 1956 brygada pozostawała w odwodzie, nie biorąc udziału w walkach. Na początku 1967 na uzbrojenie jednego z batalionów weszły czołgi Sherman. Podczas wojny sześciodniowej jej oddziały uczestniczyły w zajęciu południowej części półwyspu Synaj. Następnie została przegrupowana na północ, w rejon Doliny Chula, skąd zaatakowała Wzgórza Golan zajmując miasto Al-Kunajtira. W wojnie Jom Kipur w 1973 brygada uczestniczyła w walkach obronnych na półwyspie Synaj. W czasie wojny libańskiej w 1982 brygada pozostała w odwodzie i nie wzięła udziału w walkach.

## Struktura organizacyjna
Do zadań powierzonych 8 Brygadzie Pancernej należało otworzenie korytarza komunikacyjnego z Jerozolimą. Dowódcą został Jicchak Sade:
- 82 batalion – jedyny izraelski batalion uzbrojony w czołgi. Na jego uzbrojeniu znajdowały się dwa brytyjskie czołgi Cromwell, a w lipcu 1948 dołączył jeden amerykański M4 Sherman oraz dwanaście francuskich lekkich czołgów Hotchkiss H-35 i Renault R-35.
- 88 batalion
- 89 batalion